# Пътят към дома (филм от 2002 г.)
Пътят към дома (на корейски: 집으로, на английски: The Way Home) е филм от 2002 г., по сценарий и режисура на И Чонг Хянг. Разказва стоплящата сърцето история за баба и нейния внук, роден в града, който идва да живее с нея в малко село. Двамата преодоляват различията си в опит да намерят връзка един към друг. Мълчаливата и търпелива баба достига до внука си, като тихо и постоянно му предлага безусловна любов.
Филмът, напомнящ на по-младото поколение за непрестанната обич и грижи, които възрастните хора безкористно дават, печели еквивалента на Оскар в Южна Корея за най-добър филм и сценарий. Издаден е на DVD с английски субтитри през 2003 г. от Paramount Classics.
Филмът е в списъка на най-касовите филми в Южна Корея с 4 091 000 гледания в цялата страна.

## Сюжет
Свикнало с лукса на съвременния свят, едно разглезено седемгодишно момче трябва да остане при старата си баба в малко провинциално селце, докато майка му си търси нова работа в Сеул. Първоначално Санг У грубо отхвърля начина на живот на баба си. Но постепенно, чрез нейната постоянна проява на доброта и любов, той се научава да приема и разбира простите удоволствия на природата и начина на живот на баба си.
Историята на филма започва в една лятна сутрин, когато Санг У (Ю Сънг Хо) и майка му се качват на автобус за провинцията. Скоро става ясно, че грубите селски пътници дразнят седемгодишното градско момче. Майка му го изпраща да живее при 78-годишната му баба (Ким Юл Бун). Бабата не може да говори, но чува и разбира всичко.
В багажа си Санг У носи любимите си играчки от града, както и нездравословната храна, която е свикнал да яде. Той няма никакво намерение да уважава баба си, особено след като установява, че в къщата ѝ липсва електричество и течаща вода. Майка му се извинява, че оставя момчето, като казва, че няма да е задълго и заминава за града със следващия автобус. Останал сам, Санг У игнорира напълно баба си, и дори я нарича „бавноразвиваща“. На следващата сутрин баба му върши ежедневните си занимания – слиза по хълма, за да налее чиста вода и пере дрехите си на реката. Грижи се и за пъпешите, които ще продава на пазара.
Съсед на бабата е трудолюбиво селско момче, на което Санг У непрекъснато се подиграва и упорито отказва да станат приятели.
Oт постоянна игра, батериите на електронната игра на Санг У се изтощават и той моли баба си за пари за нови. Но тя е бедна и няма никакви пари. За да я подразни, той изхвърля обувките ѝ, чупи една от вазите ѝ и рисува по стените на дома ѝ.
Когато и по този начин не успява да получи пари от баба си, Санг У открадва декоративната ѝ фибичка, за да я размени за батерии. След това тръгва да търси магазини. Когато най-накрая намира правилното място, той се опитва да размени сребърната фиба. Но вместо да получи батерии, собственикът на магазина, който случайно е приятел на баба му, го удря по главата и го изпраща у дома.
Един ден Санг У пожелава да яде Кентъки Фрайд Чикън. Но бабата разбира само от „пиле“. Тя взема малко от пъпешите си и тръгва на пазара да купи пиле. След като се връща в дъжда с жива кокошка, тя приготвя домашно варено пиле вместо пърженото, което момчето желае. Когато Санг У се събужда и вижда свареното пиле, той се ядосва и плачейки, отказва храната. Но когато по-късно през нощта огладнява, все пак си хапва от пилето.
Първият намек за добротата и промяната в сърцето на Санг У се появява, когато той се грижи за болната си баба на следващата сутрин. Той нежно я покрива с топли дрехи и несръчно се опитва да ѝ приготви храна. Връща и декоративната фибичка на баба си.
Няколко дни по-късно Санг У придружава баба си до местния пазар, където момчето вижда колко упорито баба му убеждава минувачите да купят зеленчуците ѝ. С малкото пари, които печели от продажбата на зеленчуците си, баба му купува на Санг У чифт нови маратонки и го води на китайски ресторант – две неща, които не може да си позволи. Но тя е доволна да го направи. Когато се канят да се качат на автобуса за вкъщи, детето моли баба си да му купи и шоколадов пай.
Бабата отива в магазина на възрастна нейна приятелка, която ѝ дава пет-шест опаковки от десерта, като отказва да вземе пари. Когато старата жена се връща в автобуса със сладкишите, Санг У настоява да се вози сам, понеже момичето, което харесва, също е в автобуса. Така и не разбира, че баба му няма достатъчно пари, за да купи билет и за себе си. Тя се опитва да накара внука си да вземе поне багажа ѝ, но той отказва. Автобусът тръгва, а бабата остава на спирката. Когато Санг У пристига в селото, той дълго чака баба си да се върне, чудейки се защо се бави толкова време. Изведнъж я вижда и тогава разбира, че баба му се е върнала от града пеша, носейки всичките си продукти.
В края на филма Санг У започва да обича баба си и е притеснен, че ще загуби връзка с нея, след като се върне в града. Понеже тя не може да чете или пише, той подготвя и предварително адресира няколко пощенски картички, които да ѝ остави. Когато майката на Санг У се завръща, те се прибират заедно в Сеул.
Санг У напуска селото различно момче. Благодарение на баба си той гледа на света около себе си с новооткрито уважение и признателност. Дълбочината на чувствата на момчето към баба му се разкрива, когато автобусът тръгва и той се втурва до задния прозорец, за да ѝ помаха със сълзи за сбогом. Финалът на филма показва как бабата продължава да живее сама в къщичката си със сламен покрив, а писмата от внука ѝ топлят сърцето ѝ.
Филмът е посветен на всички баби по света.

## Актьорски състав
- Ким Юл Бун – в ролята на бабата
- Ю Сънг Хо – в ролята на Санг У
- Донг Хьо Хи – майката на Санг У
- Мин Кьонг Хьон
- Им Ън Кьонг

## Продукция
Филмът е заснет във и около Джитонгма, провинция Северен Кьонсан, Южна Корея .

## Реакции
Филмът получава положителни отзиви от западни и корейски критици. Сайтът за рецензии Rotten Tomatoes съобщава, че 75% от критиците са дали положителни отзиви за филма. Стивън Рий от Philadelphia Inquirer дава на филма 3,5 звезди от 4, като казва, че „филмът на И Чонг Хянг е измамно прост, дълбоко удовлетворяващ.“
Много критици хвалят стила на филма, както и актьорската игра на неопитната Ким Юл Бун, която на 78 години не само никога не е играла преди, но и никога не е гледала филм.
Филмът печели в категориите за „най-добър филм“ и „най-добър сценарий“ на наградите Grand Bell, еквивалент на Оскар в Южна Корея. Номиниран е и за най-добър азиатски филм на 22-рите филмови награди в Хонг Конг, но губи от My Sassy Girl, друг южнокорейски филм.

## Външни връзки
„Пътят към дома (филм от 2002 г.)“ в  Internet Movie Database
|  | Тази страница частично или изцяло представлява превод на страницата The Way Home (2002 film) в Уикипедия на английски. Оригиналният текст, както и този превод, са защитени от Лиценза „Криейтив Комънс – Признание – Споделяне на споделеното“, а за съдържание, създадено преди юни 2009 година – от Лиценза за свободна документация на ГНУ. Прегледайте историята на редакциите на оригиналната страница, както и на преводната страница, за да видите списъка на съавторите. ВАЖНО: Този шаблон се отнася единствено до авторските права върху съдържанието на статията. Добавянето му не отменя изискването да се посочват конкретни източници на твърденията, които да бъдат благонадеждни. |